# Na rauszu
Na rauszu (duń. Druk) – duńsko-holendersko-szwedzka czarna komedia z 2020 roku w reżyserii Thomasa Vinterberga.
Obraz miał mieć premierę na 73. MFF w Cannes w maju 2020, ale ze względu na odwołanie imprezy spowodowane pandemią koronawirusa zaprezentowany został po raz pierwszy we wrześniu 2020 na MFF w Toronto. Na ekrany polskich kin film trafił 11 czerwca 2021 roku.

## Fabuła
Film opowiada o czterech znudzonych nauczycielach szkoły średniej, którzy decydują się wziąć udział w nietypowym eksperymencie. Ustalają bowiem, że będą pozostawać codziennie na lekkim rauszu, by sprawdzić jak niewielkie dawki alkoholu wpływają na ich pracę i życie towarzyskie.

## Obsada
- Mads Mikkelsen – Martin
- Thomas Bo Larsen – Tommy
- Magnus Millang(inne języki) – Nikolaj
- Lars Ranthe(inne języki) – Peter
- Maria Bonnevie – Anika
- Helene Reingaard Neumann – Amalie
- Susse Wold – dyrektorka szkoły
- Magnus Sjørup – Jonas
- Silas Cornelius Van – Kasper
- Albert Rudbeck Lindhardt – Sebastian
- Martin Greis-Rosenthal – Overtjener
- Frederik Winther Rasmussen – Malthe
- Aksel Vedsegaard – Jason[2]

## Produkcja
Zdjęcia kręcono w Kopenhadze.

## Nagrody
Film spotkał się z jednoznacznie pozytywnym odbiorem i zdobył mnóstwo nagród, w tym m.in. Oscara dla najlepszego filmu międzynarodowego oraz cztery Europejskie Nagrody Filmowe, w tym dla najlepszego filmu, reżysera, aktora i scenarzysty.